# Gorniak
Gorniak (ros. Горняк) – miasto w azjatyckiej części Rosji, w Kraju Ałtajskim, centrum administracyjne rejonu łoktiewskiego.
Miasto położone jest nad rzeką Zołotucha, dopływem Aleja, 360 km na południowy zachód od Barnaułu.
Założone w XVIII wieku jako wieś Zołotucha (Золотуха), w 1942 przemianowane na osiedle Gorniak, od 1946 osiedle typu miejskiego, a w 1969 nadano prawa miejskie.
Rozwój miasta związany jest z wydobyciem i obróbką rud metali.